# 19383 Rolling Stones
19383 Rolling Stones — астероїд головного поясу, відкритий 29 січня 1998 року.
Тіссеранів параметр щодо Юпітера — 3,561.
Названий на честь англійської групи The Rolling Stones